# Martin Scheer
Martin Scheer (* um 1970) ist ein österreichischer Schlagzeuger, Tontechniker und Musikproduzent.

## Karriere
Nachdem er in einer Blaskapelle das Schlagzeugspielen erlernte, studierte Scheer am Bruckner Konservatorium in Linz und am Konservatorium Wien Schlagzeug. Als Drummer war er für die Bands Faust (aus Krems) und Excuse Me Moses tätig, bevor er sich ab Mitte der 1990er zunehmend dem Mastering widmete – zuletzt für das Wiener Studio Swoon Factory.
Im Jahr 2013 war er für den Amadeus Austrian Music Award in der Kategorie Best Engineered Album für Piece of Me von Jeremy Schonfeld nominiert. Weiterhin ist er als Lehrer an der Musikschule Wien tätig. Als Tontechniker arbeitete er unter anderem für Conchita Wurst und deren Songcontest-Song oder für Musiker wie Opus.

## Erfolge
- 2013: Nominierung für den Amadeus Austrian Music Award in der Kategorie Best Engineered Album

## Diskografie

### Produzent
- Shining Lightning

### Mastering
- Nuasch, Album, Markus Hackl
- Almost Usual, Album, Deja
- Ansa Unta Millionan, Album, Ansa
- Licht ins Dunkel 2013, Sampler, Hits aus Österreich
- I Am Cereals, Album, I Am Cereals
- The guns Are Rested, Album, The Black Riders
- In The Woods
- Galaxy, Album, I Am Cereals
- Time Is A Habit, Album, Luise Pop
- All That Glows
- Orbiter
- On The Radio
- Im Pfusch, Album, Rotzpipn
- Truly Yours And In Love, Album, Epsilon
- Densest Black, EP, Giantree
- Ernesty IV, Album, Ernesty International
- Kryptonit mit Leberkäse, Album, Triomobü Quartett
- As Shapes Perform
- The Endless Stream Of Everything, Album, Ben Martin
- Band On Wire, Album, Milk+
- A New Life Has Begun
- This Should Work
- Cache
- Lederhosenpunk, Album, The Forum Walters
- Junkyard / Queens Club
- Strom
- #GustavUllrichSCHule, Album, Shallig (2018)
- Sonne & Mond, Single, Julian le Play feat. Madeline Juno (2019)
- Alleine, EVO (2021)

### Arrangement
- Toni Walk On

### Mixing
- Shining Lightning

### Gastmusiker
- Mein Weg
- Dein Weg
- Super Sommer
- 69
- Kalt Warm